# Ahfir
Ahfir (arab. أحفير) – miasto w Maroku, w Regionie Wschodnim. W 2014 roku liczyło ok. 19,6 tys. mieszkańców.